# Enrique Granados
Enrique Granados (født 27. juli 1867, død 24. marts 1916) var en spansk komponist og pianist.
Han grundlagte i 1901 sin egen klaverskole i Barcelona. 
Han har skrevet talrige klaverværker der har berøringspunkter med Frédéric Chopins værker.
Meget af hans musik er inspireret af den spanske folkemusik.
Har skrevet flere operaer, symfoniske digte, kammermusik m.m.
Han døde under 1. verdenskrig da en tysk ubåd torpederede det skib hvor han befandt sig sammen med sin hustru, på vej hjem til Spanien.